# Viktor Pelevin
Viktor Olegovitj Pelevin (ryska: Виктор Олегович Пелевин), född 22 november 1962 i Moskva, är en rysk författare. 

## Biografi
Båda Pelevins föräldrar var lärare; hans mor undervisade i engelska på elitskolan "Specialskola nr. 31" i Moskva där Pelevin själv gick. 1985 tog han examen på Energiinstitutet i Moskva med inriktning mot elektromekanik och 1987 antogs han till forskarutbildningen men hoppade av och började istället 1988 på Moskvas Litteraturinstitut. Under några år medverkade han i tidskriften Наука и религия (Vetenskap och religion) med artiklar om österländsk mystik. Han publicerade sin första novell 1989 (en saga med titeln "Колдун Игнат и люди", "Trollkarlen Ignat och människorna").
Pelevin är en av de populäraste författarna i Ryssland och har vunnit många priser. Hans texter har översatts till en lång rad språk och flera av hans noveller har dramatiserats. Hans roman Generation П blev film, med samma titel, 2011..
Pelevin ger sällan intervjuer och vill ogärna tala om sig själv.

## Litterär verksamhet
Pelevin skriver i den tradition av filosofiskt inriktad fantastik som i Ryssland gjorts populär av Bröderna Strugatskij. Hans litterära stil är dock helt annorlunda och kan beskrivas som postmodern. Texterna innehåller många citat, direkta och indirekta, och anspelningar på både klassisk litteratur och populärkultur. Novellen "Принц Госплана" ("Prinsen av Gosplan") från 1991 handlar till exempel om en programmerare vid ett statligt institut som spelar datorspelet Prince of Persia så mycket att gränsen mellan verklighet och spel börjar lösas upp. Generation P handlar om en litteraturvetare som gör om citat ur den klassiska ryska litteraturen till reklamslogans. I Omon Ra spelar citat ur texter av Pink Floyd en viktig roll och i flera av romanerna skildras drogrelaterade upplevelser. Pelevin har arbetat med en rysk bokutgåva av Carlos Castaneda och är väl insatt i österländsk filosofi och religionshistoria. Han har skrivit en essä om konsten att spå i runor. 
Pelevins verk finns på nätet med hans tillåtelse för icke-kommersiell användning .